# Baghdad
Baghdad är det amerikanska punkrockbandet The Offsprings första EP, släppt 1991 via skivbolaget Nemesis Records. Efter att bandet hade släppt sitt debutalbum 1989 försökte albumets producent, Thom Wilson, få The Offspring signade till Epitaph Records. Det var dock inte förrän bandet hade släppt denna EP som Epitaphs grundare Brett Gurewitz övervägde att ge The Offspring en chans att spela in låtmaterial för Epitaph. Baghdad spelades in i studion Sound Chamber i Pasadena, Kalifornien tillsammans med Wilson i februari 1991.
Tre av de fyra låtarna på denna EP har återutgivits på andra album, då ibland i nyinspelade versioner, där den enda låt som inte har släppts igen är "The Blurb".

## Bakgrund och inspelning
Efter att The Offsprings debutalbum hade släppts försökte albumets producent, Thom Wilson, få The Offspring signade till Epitaph Records. Wilson tog kontakt med Epitaphs grundare, Brett Gurewitz, och försökte övertala honom att signa The Offspring, men Gurewitz kände inte att bandets debutalbum var tillräckligt starkt för att övertyga honom. I februari 1991 spelade The Offspring in Baghdad i studion Sound Chamber i Pasadena, Kalifornien. Det var först efter att Gurewitz hade hört Baghdad som han övervägde att ge The Offspring en chans att spela in låtmaterial för Epitaph. I april 1992 signade Epitaph The Offspring.

## Musik och låttext
"Get It Right" på är en tidig version av låten med samma namn som kom med på Ignition. "Hey Joe", som hade släpps exklusivt på kassettbandsutgåvan av bandets debutalbum, släpptes senare i en nyinspelad version på Go Ahead Punk... Make My Day, på "Gone Away" och på Happy Hour!. "Baghdad", vilken är snarlik låten "Tehran" från debutalbumet fast med ändrad låttext, släpptes igen på Rock Against Bush, Vol. 1. "The Blurb" är den enda låt som inte har återlanserats och är en av få låtar som inte innehåller någon sång.

## Lansering och förpackning
Baghdad testpressades den 15 maj 1991 och dessa exemplar gavs ut av skivbolaget Cargo Records. Det var dock först senare samma år som EP:n släpptes officiellt via Nemesis Records. Baghdad trycktes i totalt 3 000 exemplar och har sedan dess aldrig släppts i något annat format. 
Typsnittet på bandnamnet kommer från filmen From a Whisper to a Scream (även känd som The Offspring), som släpptes 1987.

## Låtlista
Alla låtar är skrivna och komponerade av Dexter Holland, om inte annat anges. 
| Nr           | Titel        | Kompositör                | Längd |
| ------------ | ------------ | ------------------------- | ----- |
| 1.           | Get It Right |                           | 3:07  |
| 2.           | Hey Joe      | Billy Roberts, Niela Horn | 2:38  |
| 3.           | Baghdad      |                           | 3:17  |
| 4.           | The Blurb    |                           | 1:59  |
| Total längd: | Total längd: | Total längd:              | 11:01 |

## Medverkande
- Dexter Holland – sång och kompgitarr (skrivet som Keith Holland)
- Noodles – sologitarr
- Greg K. – elbas
- Ron Welty – trummor (skrivet som R. Welty)

### Övriga medverkande
- Thom Wilson – producent
- Rusty Striff – ljudtekniker
- Joy Aoki – design
- Kirk "KRK" Dominguez – fotografi (skrivet som Krk Dominguez)
- Shelly – modell
- Rick – modell
- MiChelle – modell